# De Rioolkoninkjes
De rioolkoninkjes is een Belgische stripreeks die begonnen is in april 1980 met Raoul Cauvin als schrijver en Louis-Michel Carpentier als tekenaar.

## Albums
Alle albums zijn geschreven door Raoul Cauvin en getekend door Louis-Michel Carpentier.
| Nummer | Titel                          | Uitgever   |
| ------ | ------------------------------ | ---------- |
| 1      | Het dekselse deksel            | Casterman  |
| 2      | Waar is Barnabas toch gebleven | Casterman  |
| 3      | Koningin s'upp                 | Casterman  |
| 4      | De beer is los                 | Casterman  |
| 5      | Ferox de verschrikkelijke      | Casterman  |
| 6      | Verhalen over Rioolkoninkjes   | Le Lombard |